# Lipocaline
Lipocaline sind Proteine, die bestimmte Moleküle binden und in die Zelle transportieren. Sie kommen in praktisch allen Lebewesen vor und sind in eine Reihe wichtiger physiologischer Prozesse eingebunden. Ihr Aufbau ähnelt einem Trichter beziehungsweise Kelch. In diesem Trichter können wasserunlösliche Substanzen aufgenommen werden, die nach dem Verschließen mit einer deckelartigen Molekülstruktur und dem Andocken an Rezeptorproteine in die Zellen befördert werden. Zu den Lipocalinen zählt beispielsweise die Retinol-bindenden Proteine (RBP), die Vitamin A transportieren. Andere Lipocaline transportieren hingegen Geruchs- und Geschmacksfaktoren oder binden Farbpigmente.
Die Lipocaline, die zur Familie der Calycine gehören, bestehen aus rund 180 Aminosäuren und sind damit verhältnismäßig klein. Ihre biochemischen und strukturellen Eigenschaften sowie die Funktion sind gut charakterisiert und zeichnen sich durch die Bindung kleiner hydrophober Moleküle, die Anheftung an spezifische Rezeptoren auf der Zelloberfläche und die Bildung von Komplexen mit löslichen Makromolekülen aus. Der aus den Wortbestandteilen „lίpos“ (griech. für Fett) und „kάlyks“/„calix“ (griech./lat. für Kelch) zusammengesetzte Name beschreibt damit Aufgabe und Struktur der Lipocaline.
Von den Lipocalinen sind die künstlichen Anticaline abgeleitet, die ähnlich einem Antikörper ein bestimmtes Zielmolekül erkennen. Sie sind möglicherweise in der Medizin für therapeutische Zwecke von Interesse, da sie prinzipiell für ähnliche Anwendungen wie therapeutische Antikörper geeignet sind.
Lipocaline weisen typischerweise zweimal orthogonal angeordnete Beta-Faltblätter auf, die eine Kaffeefilter-ähnliche Struktur ausbilden. Diese Struktur wird in der Bioinformatik auch Beta-Sandwich genannt. In der Filtertasche werden nicht-kovalent hydrophobe Moleküle gebunden wie Lipide, Steroide, Duftstoffe, Gallensäuren oder Retinsäure-Derivate. Bisher ist nur von der zu den Lipocalinen gehörenden Prostaglandin-D-Synthase bekannt, dass sie auch eine enzymatische Aktivität besitzt.